# FK Zeta
FK Zeta este o echipă de fotbal din Golubovci, Muntenegru.

## Titluri
- Prima Ligă Muntenegreană: 2006-2007 (1)

## Lot 2009-2010
- Prima echipă actuală

| Nr. |            | Poziție | Jucător              |
| --- | ---------- | ------- | -------------------- |
| 2   | Muntenegru | F       | Miroslav Kaluđerović |
| 3   | Muntenegru | F       | Mladen Kaluđerović   |
| 6   | Muntenegru | M       | Srđan Bogićević      |
| 8   | Muntenegru | M       | Vladan Peličić       |
| 9   | Muntenegru | A       | Miloš Krkotić        |
| 10  | Muntenegru | M       | Zarija Peličić       |
| 11  | Muntenegru | F       | Aleksandar Nenadović |
| 12  | Muntenegru | P       | Davor Brnović        |
| 13  | Muntenegru | A       | Goran Burzanović     |
| 15  | Muntenegru | F       | Srđan Nikić          |

| Nr. |            | Poziție | Jucător                |
| --- | ---------- | ------- | ---------------------- |
| 16  | Muntenegru | M       | Aleksandar Kaluđerović |
| 26  | Muntenegru | M       | Ivan Knežević          |
| 28  | Muntenegru | M       | Vladimir Boljević      |
| 39  | Muntenegru | A       | Marko Đuretić          |
| 40  | Muntenegru | A       | Danilo Ćulafić         |
|     | Muntenegru | F       | Milan Vučković         |
|     | Muntenegru | F       | Nikola Franović        |
|     | Serbia     | M       | Marko Čolaković        |
|     | Muntenegru | A       | Miloš Đalac            |
|     | Muntenegru | A       | Žarko Korać            |